# Fernando Cortez (opera)
A Fernando Cortez, ou La conquête du Mexique (Hernán Cortés, avagy Mexikó meghódítása) Gaspare Spontini háromfelvonásos operája. Librettóját Étienne de Jouy és Joseph-Alphonse Esménard írta Alexis Piron Mexikó meghódítása (Conquête du Mexique) műve alapján. Ősbemutatójára 1809. november 28-án az Académie Impériale de Musique-on (Párizsi Opera), a Salle Montansier-ben került sor.

## Az opera születése és bemutatása
Az opera eredetileg politikai propagandának készült, hogy támogassa Napóleon császár 1808-as félszigeti háborúját. Cortez Napóleont szimbolizálja, míg a vérszomjas azték papok a spanyol inkvizíciót hivatottak képviselni. Állítólag[forrás?] maga a császár javasolta Spontininek az opera témáját, és az ő jelenlétében tartották a premiert. A darab népszerűsége a francia hadsereg spanyolországi és portugáliai sikereinek megfogyatkozásával csökkent.
Az 1809-es premier látványos effektusairól volt híres, köztük 17 élő ló fellépéséről a színpadon. A kritikusok a harmónia kalandos alkalmazására illetve a zene hangos voltára panaszkodtak. A színrevitel gazdagsága, a tánc széles körű alkalmazása és a történelmi téma kezelése Spontini művét a francia nagyopera előfutárává teszi. Hector Berlioz nagyon csodálta az operát.
Spontini kétszer is jelentősen átdolgozta az operát az 1817. május 28-i előadás előtt. További átdolgozások történetek az 1824-es berlini, az 1832-es berlini és az 1838-as párizsi előadás előtt; utóbbi a mű végső változata.

## Szereplők
| Szerep                                                     | Hangnem                  |
| Hernán Cortés spanyol konkvisztádor                        | tenor                    |
| Télasco, azték herceg                                      | tenor                    |
| Alvaro, Hernán Cortés testvére                             | tenor                    |
| Főpap                                                      | basszus                  |
| Moralèz, Hernán Cortés barátja és bizalmasa                | basszus                  |
| Két spanyol tiszt                                          | taille (bariton)/basszus |
| Egy mexikói tiszt                                          | taille (bariton)         |
| Amazily, azték hercegnő                                    | szoprán                  |
| Amazily hölgytársai                                        | szoprán                  |
| Coryphaei                                                  | taille (bariton)/basszus |
| Két spanyol fogoly                                         | tenor, basszus           |
| Egy tengerész                                              | tenor                    |
| II. Moctezuma azték uralkodó                               | basszus                  |
| Tisztek, Aztékok, spanyol tengerészek, katonák, Papok stb. |                          |

## Cselekmény
Helyszín: Mexikó
Idő: Mexikó spanyol meghódítása 1519 – 1521 között

### Első felvonás
Cortez ráveszi lázadó csapatait, hogy ne induljanak haza. Testvére, Alvaro az aztékok foglya, és Cortez is szerelmes az azték hercegnőbe, Amazilyba. Megérkezik Amazily testvére, Télasco, és azt mondja a spanyoloknak, hogy hagyják el Mexikót. Cortez válaszul felgyújtja saját hajóit.

### Második felvonás
A spanyolok Télascóval, foglyukkal előrenyomulnak az azték templom felé. Sikerül kiszabadítaniuk Alvarót. Télasco árulással vádolja nővérét, Amazilyt, az aztékok pedig azzal fenyegetik, hogy lefejezik, ha Alvarót nem adják vissza nekik. Amazily úgy dönt, hogy feláldozza magát, és átadja magát az aztékoknak. Cortez megparancsolja embereinek, hogy támadják meg a templomot.

### Harmadik felvonás
A templomban a papok Alvaro feláldozására készülnek, amikor Amazily megérkezik. Egy orákulum bejelenti bejelenti, hogy az isten ellenségei vérét akarja. Érkezik a hír, hogy Moctezuma azték uralkodót elfogták a spanyolok. A főpap úgy dönt, hogy folytatja Amazily feláldozását. A spanyolok éppen időben érkeznek, hogy megmentsék. Amazily és Cortez összeházasodnak.

## Az opera részletei
- Nyitány – I. felvonás
- Déchirez, frappez les victimes – Aztékok kórusa (I. felvonás)
- Ô mon Roi, compte sur mon zèle – Kvartett (I. felvonás)
- Nous redoutons le plus funeste sort – Kórus (II. felvonás)
- Hélas! Elle n’est plus – Amazily áriája (II. felvonás)
- Ô patrie, ô lieux pleins de charmes – Télasco áriája (III. felvonás)
- Arbitre de ma destinée – Amazily áriája (III. felvonás)

## Fordítás
- Ez a szócikk részben vagy egészben  a   Fernand Cortez című angol Wikipédia-szócikk ezen változatának fordításán alapul.  Az eredeti cikk szerkesztőit annak laptörténete sorolja fel. Ez a jelzés csupán a megfogalmazás eredetét és a szerzői jogokat jelzi, nem szolgál a cikkben szereplő információk forrásmegjelöléseként.